# Aare
Aare ili Aar (Arole, "Arol") najduža je rijeka koja od izvora do ušća protiče samo kroz Švicarsku. Lijeva je pritoka Rajne. 

## Opis
Najveći je švicarski pritok Rajne, dug 288,24 km; porječje mu je među Jurskim gorjem te Berninskim i Glarnskim Alpama površine 17.780 km2, te je najveće u Švicarskoj (2/3 cijele zemlje). 
Nastaje otapanjem gornjeg i donjeg Aarskog ledenjaka (Aargletscher), koji se sastaju kod klanca Grimsel. Poslije slapa Handeck (46 m) teče kroz gornju i donju dolinu Hasli, protječe Brienčko jezero, prošavši mjesto Interlaken utječe u Thunersko jezero, iz kojeg izlazi kod mjesta Thun, dotiče se Berna, iza kojeg okreće na sjevero-istok, te dotičući se gradova Solothurna, Oltena i Aaraua kod Koblenza (preko Landshuta) sliva se u Rajnu. 
Radi zaštite od poplava kanaliziran je kod Meiringena, među Bernom i Thunerskim jezerom, oko Bielerskog jezera (Nidau-Kanal) itd. Plovan je od grada Thuna. Na cijelom se tijeku upotrebljava za industrijski pogon. Glavni pritoci: Saana i Zihl s lijeva, Emme, Reuss i Limât s desna.

## Vanjske poveznice
|  | Zajednički poslužitelj ima još gradiva o temi Aare |